# Альфа-форма

Опукла оболонка, альфа-форма та мінімальне кістякове дерево двопараметричного набору даних.

Альфа-форма або α-форма в обчислювальній геометрії — це сімейство кусково-лінійних кривих Евклідової площини, пов'язаних зі скінченною множиною точок. Вперше визначення ввели Едельсбруннер, Кіркпатрік та Зейдель у 1983 році. Альфа-форма, що пов'язана з множиною точок, є узагальненням поняття опуклості, тобто кожна опукла оболонка є альфа-формою, але не кожна альфа-форма є опуклою оболонкою.
Інтуїтивно про α-форму можна думати так. Уявити величезну масу морозива, що створює {\displaystyle \mathbb {R} ^{d}} і містить точки {\displaystyle S} у вигляді твердих шматочків шоколаду. Використовуючи ложку для морозива сферичної форми ми видобуваємо все можливе морозиво з блоку, без натикання на шоколадні шматки, навіть утворюючи порожнини всередині (наприклад, частини недосяжні ззовні). Якщо після закінчення ми вирівняємо всі округлі грані в трикутники і відрізки ліній, ми отримаємо інтуїтивний опис того, що називається α-формою {\displaystyle S}.

## Характеристика
Для кожного цілого числа α, визначити поняття  узагальненого диску радіуса 1/α наступним чином:
- 1)Якщо α = 0, це замкнена напівплощина;
- 2)Якщо α > 0, це замкнений диск радіуса 1/α;
- 3)Якщо α < 0, це закрите додавання диска радіуса −1/α.

Ребро альфа-форми змальовується між двома членами набору кінцевих точок тоді , коли існує узагальнений диск з радіусом   1 /  α , який містить весь набір точок і який має властивість: обидві точки лежать на його межі.
Якщо α =0, то альфа-форма, пов'язана з заданою кінцевою точкою, є опуклою оболонкою.

## Альфа-комплекс
Альфа-форми тісно пов'язані з альфа-комплексами, підкомплексами тріангуляції Делоне. Кожне ребро або трикутник тріангуляції Делоне може бути пов'язаний з характерним радіусом найменшого кола, що містить це ребро або трикутник. Для кожного дійсного числа α, α-комплекс даного набору точок це симплікативна оболонка, утворена набором ребер трикутників, радіуси яких не більше 1/ α.
Об'єднання ребер трикутників у «α»-комплекс утворює форму, яка дуже нагадує «α»-форму; однак вона відрізняється тим, що має полігональні ребра. Зокрема, Едельсбруннер в 1995 показав, що ці обидві форми — гомотопно еквівалентні. (У цій пізнішій роботі Едельсбруннер використовував назву «α — форма», щоб нагадати про об'єднання частин у «α»-комплекс. Також він називає пов'язану криволінійну форму «α» — тілом.)

## Приклади

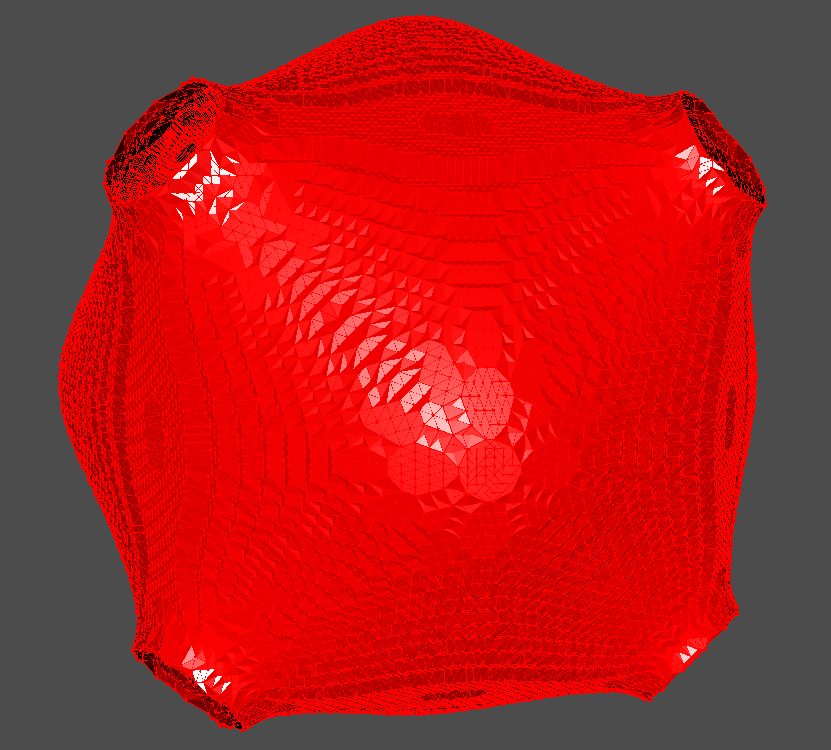
Поверхня Фермі: реконструкція альфа-форми. Реконструкція спектральної функції Блоха

Цей метод може бути використаний для реконструкції поверхні Фермі з електронно-спектральної функції Блоха, що оцінюється на рівні рівняння Фермі, отриманої під час досліджень  Гріна в загальному вивченні проблеми. Поверхня Фермі визначається як сукупність взаємних пропускних точок в першій зоні Бріллюена, де сигнал є найбільшим. Визначення може пояснити також випадки різних форм безпорядку.